# Harald Julin
Harald Sigfrid Alexander Julin (ur. 27 marca 1890 w Sztokholmie, zm. 31 lipca 1967 tamże) – szwedzki pływak i piłkarz wodny, brązowy medalista letnich igrzysk olimpijskich  w Londynie na 100 m stylem dowolnym i drużynowo. Srebrny medalista letnich igrzysk olimpijskich w Sztokholmie i brązowy medalista letnich igrzysk olimpijskich w Antwerpii w piłce wodnej, ponadto brał udział w olimpiadzie letniej w Atenach.